# آغي بيفر-جونز
أغنيس "آغي" بيفر-جونز (مواليد 27 يوليو 2003) هي لاعبة كرة قدم إنجليزية تلعب كمهاجمة لنادي الدوري الإنجليزي الممتاز تشيلسي ومنتخب إنجلترا. سبق لها أن لعبت على سبيل الإعارة في بريستل وإيفرتون، ومثلت إنجلترا على مستوى الشباب منذ الفئة تحت 15 عامًا.

## الحياة المبكرة
نشأت بيفر-جونز في سري، بالقرب من مركز تدريب تشيلسي. كان جدها، وهو "مشجع متعصب لتشيلسي"، يأخذها إلى ستامفورد بريدج، مما أشعل اهتمامها بكرة القدم. قبل أن تصبح لاعبة هجومية، بدأت كحارسة مرمى في فريق محلي للفتيان. تقول بيفر-جونز إنها رُفضت في البداية من أكاديمية تشيلسي، قبل أن يتم قبولها بعد عام وهي في سن 9-10.

## مسيرة الأندية

### تشيلسي

#### 2020–21
نتاج أكاديمية تشيلسي للسيدات، عُرض على بيفر-جونز عقد احترافي في سن 18 عامًا، ووصفت ذلك بأنه "حلم تحقق". خاضت أول مباراة لها مع "البلوز" في فوز 4-0 خارج أرضها على أستون فيلا للسيدات في ملعب بيسكوت في 27 يناير 2021. في 16 أبريل، حصلت على أول مشاركة أساسية لها في فوز 5-0 على أرضها ضد لندن في الدور الرابع من كأس الاتحاد الإنجليزي للسيدات 2020–21، والتي فاز بها تشيلسي في ذلك الموسم ليكمل ثلاثية.

#### 2023–24
لموسم 2023–24، عادت بيفر-جونز إلى تشكيلة تشيلسي، مع تعليق المدربة إيما هايز، "ذهبت في صفقات إعارة كلاعب أكاديمية وعادت كلاعب فريق أول". تدعي بيفر-جونز أن "الفرصة سنحت مع مغادرة اللاعبات، مثل بيرنيل هاردا".
يوم السبت 14 أكتوبر 2023، شاركت كبديلة لسام كير في مباراة ضد وست هام يونايتد للسيدات. في المباراة التالية لتشيلسي، فوز 4-2 ضد برايتون أند هوف ألبيون، سجلت أول هدف لها في الدوري الإنجليزي الممتاز للسيدات مع النادي. في كل من مباريات الدوري الأربع التالية لتشيلسي في نوفمبر، سجلت أهدافًا، بما في ذلك في أول مباراة لها على ملعب تشيلسي الرئيسي ستامفورد بريدج، بالإضافة إلى أول مشاركة أساسية لها في الدوري الإنجليزي الممتاز للسيدات هذا الموسم ضد ليفربول للسيدات. قالت بيفر-جونز لاحقًا إن التسجيل في ستامفورد بريدج كان "حلمًا مطلقًا"، وسيتم ترشيحها لاحقًا لجائزة أفضل لاعبة في الدوري الإنجليزي الممتاز للسيدات لشهر نوفمبر، والتي فازت بها زميلتها لورين جيمس. في 14 ديسمبر 2023، خاضت أول ظهور لها في أوروبا في مباراة ضد هاكن للسيدات، والتي انتهت بالتعادل 0-0.
عزت سكاي سبورتس جزئيًا زيادة وقت لعبها إلى إصابات جناحة تشيلسي غورو ريتين والمهاجمة فران كيربي، بعد أن لعبت غالبية أول سبع مباريات في الدوري الإنجليزي الممتاز هذا الموسم. وقد أطلق عليها المشجعون لقب "الاحتياط الخارق"، حيث جاء أربعة من أهدافها الخمسة الأولى من مقاعد البدلاء.
في يناير 2024، وقعت عقدًا جديدًا مع تشيلسي حتى صيف 2026، مع خيار تمديد الصفقة لعام إضافي، بعد أن سجلت 6 أهداف في 12 مباراة خلال موسم 2023-24. قدمت تمريرة حاسمة لكاتارينا ماكاريو في الفوز 1-0 على إيفرتون في كأس الاتحاد الإنجليزي للسيدات.
بعد خسارة كأس الرابطة أمام أرسنال للسيدات ونصف نهائي كأس الاتحاد الإنجليزي للسيدات أمام مانشستر يونايتد للسيدات، قالت بيفر-جونز إن خسارة الكؤوس "ليست طريقة تشيلسي". في 27 أبريل، لعبت بيفر-جونز أمام حشد قياسي بلغ 39,398 مشجعًا في ستامفورد بريدج، في خسارة 0-2 في نصف نهائي دوري أبطال أوروبا ضد برشلونة للسيدات.
في آخر مباراة منزلية لموسم 2023–24، سجلت بيفر-جونز هدفين في الفوز 8-0 على بريستل، بما في ذلك الهدف الأخير الذي وضع تشيلسي متقدماً بهدف واحد على مانشستر سيتي للسيدات بفارق الأهداف في سباق اللقب. أنهت الموسم في المركز الخامس في قائمة هدافي الدوري الإنجليزي الممتاز، برصيد 11 هدفًا وأفضل نسبة دقائق لكل هدف بين جميع اللاعبات اللاتي سجلن خمسة أهداف على الأقل.

#### 2024–25
بدأت بيفر-جونز موسم 2024–25 بتسجيل هدف في جميع مبارياتها الثلاث الأولى كبديلة في تشيلسي. في الفوز 7-0 على كريستال بالاس حيث سجلت الهدف الافتتاحي، وصفتها جول بأنها سرقت الأضواء كأفضل لاعبة أداءً.
بعد تسجيلها أول هدف لها في دوري أبطال أوروبا ضد تفينتي في 17 أكتوبر 2024 في مباراة ضمن مرحلة المجموعات لموسم 2024–25، طردت في الوقت بدل الضائع ضد سلتيك بعد حصولها على البطاقة الصفراء الثانية، بينما كانت تشيلسي متقدمة 2-1 في 13 نوفمبر 2024.

#### بريستل سيتي (إعارة)

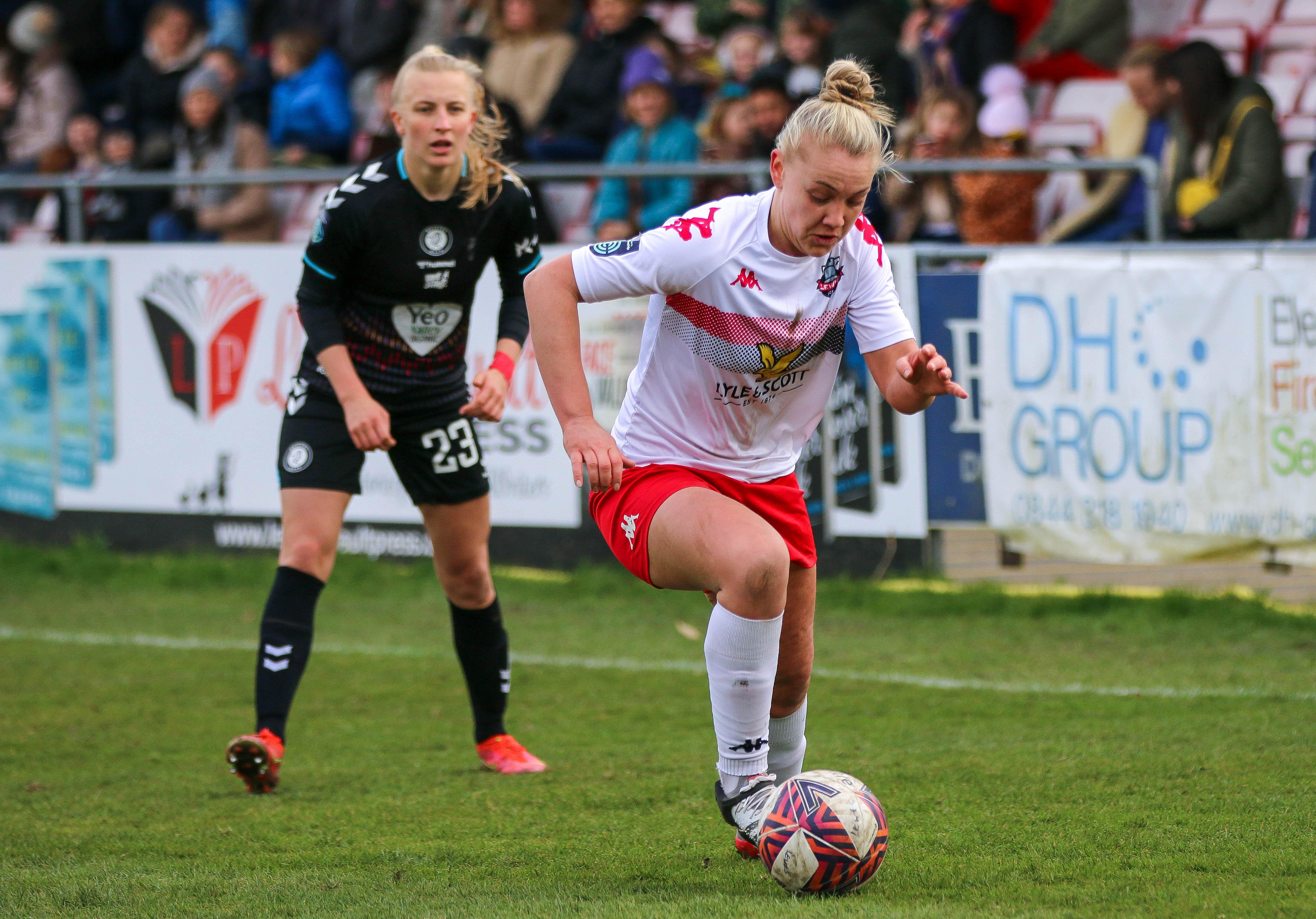
بيفر-جونز (يسار) تلعب لبريستل سيتي ضد ليويس، 2022.

في 19 أغسطس 2021، أُعيرت بيفر-جونز إلى بريستل سيتي لموسم 2021–22]ط، ووصفت الخطوة بأنها فرصة رائعة "لتطوير أدائي الشامل في دوري تنافسي". نزلت كبديلة في اليوم الافتتاحي لتسجيل هدف تعويض متأخر في خسارة 4-3 أمام كريستال بالاس.
في 15 نوفمبر 2021، سجلت بيفر-جونز الهدف الأخير في الفوز 3-0 على بلاكبيرن روفرز في أشتون غيت، والذي رُشح لاحقًا لجائزة هدف الموسم في دوري البطولة الإنجليزية للسيدات.
ناقشت مديرة سيتي، لورين سميث، منذ ذلك الحين تطور بيفر-جونز في النادي، واصفة إياها بأنها "موهبة استثنائية"، وتأمل أن تستمر في النمو كلاعب. قالت بيفر-جونز إنها شعرت بالثقة من النادي، مما ساعدها بطرق عديدة، "سواء داخل الملعب أو خارجه".

#### إيفرتون (إعارة)
في أغسطس 2022، وقعت بيفر-جونز مع إيفرتون على سبيل الإعارة لمدة موسم، ووصفت النادي بأنه "المكان المثالي". قال مدرب إيفرتون، برايان سورينسن، إنه يعتبر الجناحة واحدة من النجوم الصاعدة في إنجلترا. في 18 سبتمبر، بدأت بيفر-جونز كمهاجمة في المباراة الافتتاحية ل"التوفيز" في موسم الدوري الإنجليزي الممتاز للسيدات 2022–23.
في 22 يناير 2023، سجلت هدفًا ثالثًا رائعًا ضد وست هام يونايتد للسيدات في فوز 3-0، والذي تم التصويت عليه لاحقًا كأفضل هدف لإيفرتون لشهر يناير. في 2 أبريل، سجلت بيفر-جونز هدفها الثاني في الدوري الإنجليزي الممتاز للسيدات، وهو هدف الفوز المتأخر في الدقيقة الرابعة من الوقت بدل الضائع، للفوز على توتنهام هوتسبير للسيدات 2-1.
في 17 مايو 2023، تلقت بيفر-جونز أول بطاقة حمراء في مسيرتها الاحترافية، لتحدي متأخر على لاعبة خط وسط أرسنال للسيدات ليا فالتيه، التي تم نقلها لاحقًا على نقالة من الملعب. بعد ذلك، اعتذرت عن التدخل ودافعت عنها فالتيه على وسائل التواصل الاجتماعي.
أنهت بيفر-جونز الموسم برصيد 3 أهداف في 21 مباراة. قالت إنها عملت على قدراتها الدفاعية في إيفرتون، وهي منطقة في اللعبة كانت بحاجة إلى تحسينها.

## المسيرة الدولية

### الشباب
مثلت بيفر-جونز إنجلترا في عدة مستويات للشباب، من تحت 15 عامًا حتى تحت 23 عامًا.
في أكتوبر 2019، تم اختيارها في تشكيلة إنجلترا تحت 17 سنة للجولة الأولى من تصفيات بطولة أوروبا تحت 17 سنة 2020. لعبت ضد كرواتيا، البوسنة والهرسك وبلجيكا، وسجلت هدفًا واحدًا ضد البوسنة. مع إلغاء البطولة بسبب جائحة فيروس كورونا.
في أكتوبر 2021، تم اختيار بيفر-جونز في تشكيلة إنجلترا تحت 19 سنة للجولة الأولى من تصفيات بطولة أوروبا تحت 19 سنة 2022، حيث خاضت أول مباراة لها ضد جمهورية أيرلندا تحت 19 سنة]ط في 20 أكتوبر، وسجلت الهدف الأخير في الفوز 8-1 على أيرلندا الشمالية في 23 أكتوبر. في 9 أبريل 2022، في الجولة الثانية، سجلت الهدف الافتتاحي في فوز 2-0 ضد آيسلندا، تبعتها بثلاثية في مرمى بلجيكا في 12 أبريل. مع تأهل إنجلترا إلى بطولة أوروبا تحت 19 سنة 2022، سجلت بيفر-جونز هدفين ضد النرويج في فوز 2-0 في مرحلة المجموعات في 22 يونيو.
في 21 سبتمبر 2023، في تشكيلة منتخب تحت 23 عامًا، سجلت بيفر-جونز هدفًا في تعادل 1-1 ضد النرويج في الدوري الأوروبي الافتتاحي تحت 23 عامًا. في 25 سبتمبر، سجلت هدفًا آخر في المسابقة ضد بلجيكا في فوز 3-0. في أكتوبر، تم اختيارها مرة أخرى في التشكيلة لمباريات الدوري الأوروبي تحت 23 عامًا ضد إيطاليا والبرتغال. في نوفمبر، اعتبرت مدربة إنجلترا، سارينا ويجمان، ضم بيفر-جونز إلى الفريق الأول مبكرًا، لكنها أملت أن "تستمر في التحسن وتسبب لنا صداعًا مرة أخرى باختياراتنا".

### الفريق الأول
تلقىت بيفر-جونز أول استدعاء لها لمنتخب إنجلترا في 14 مايو 2024 لأربع مباريات في دوري الأمم الأوروبية لعبت في ذلك الصيف. خاضت أول مباراة لها مع الفريق الأول في 12 يوليو، حيث نزلت كبديلة في الدقيقة 89 في فوز 2-1 على جمهورية أيرلندا للسيدات. وقد مُنحت بيفر-جونز الرقم 231 من قبل الاتحاد الإنجليزي لكرة القدم.
في 4 أبريل 2025، سجلت بيفر-جونز أول هدف دولي لها مع الفريق الأول في فوز 5-0 ضمن دوري الأمم الأوروبية ضد منتخب بلجيكا لكرة القدم للسيدات. بعد شهر واحد، سجلت أول هاتريك لها مع الفريق الأول في فوز 6-0 ضد منتخب البرتغال لكرة القدم للسيدات في 30 مايو، لتصبح ثاني لاعبة إنجليزية تسجل هاتريك في ملعب ويمبلي بعد بيث ميد. في 6 يونيو، تم اختيارها في تشكيلة إنجلترا لبطولة أمم أوروبا للسيدات 2025.

## الحياة الشخصية
تربط بيفر-جونز علاقة جيدة بزميلتها في الفريق نيف تشارلز، التي انضمت إلى تشيلسي في سن مماثلة، وقالت إنها صديقة جيدة لزميلتيها السابقتين في منتخب إنجلترا تحت 23 عامًا خيارا كيتنغ وغرايس كلينتون.

## إحصائيات المسيرة

### الأندية
آخر تحديث المباراة التي لعبت في 18 مايو 2025..
| النادي          | الموسم         | الدوري                           | الدوري | الدوري  | الكأس الوطنية | الكأس الوطنية | كأس الرابطة | كأس الرابطة | قاري   | قاري    | المجموع | المجموع |
| النادي          | الموسم         | الدوري                           | الظهور | الأهداف | الظهور        | الأهداف       | الظهور      | الأهداف     | الظهور | الأهداف | الظهور  | الأهداف |
| --------------- | -------------- | -------------------------------- | ------ | ------- | ------------- | ------------- | ----------- | ----------- | ------ | ------- | ------- | ------- |
| تشيلسي          | 2020–21        | الدوري الإنجليزي الممتاز         | 2      | 0       | 1             | 0             | 0           | 0           | 0      | 0       | 3       | 0       |
| تشيلسي          | 2023–24        | الدوري الإنجليزي الممتاز         | 17     | 11      | 4             | 1             | 3           | 1           | 7      | 0       | 31      | 13      |
| تشيلسي          | 2024–25        | الدوري الإنجليزي الممتاز         | 22     | 9       | 5             | 2             | 3           | 1           | 9      | 1       | 39      | 13      |
| تشيلسي          | المجموع        | المجموع                          | 41     | 20      | 10            | 3             | 6           | 2           | 16     | 1       | 73      | 26      |
| بريستل (إعارة)  | 2021–22        | دوري البطولة                     | 22     | 5       | 2             | 1             | 3           | 1           | —      | —       | 27      | 7       |
| إيفرتون (إعارة) | 2022–23        | الدوري الإنجليزي الممتاز للسيدات | 16     | 2       | 1             | 0             | 4           | 1           | —      | —       | 21      | 3       |
| إجمالي المسيرة  | إجمالي المسيرة | إجمالي المسيرة                   | 79     | 27      | 13            | 4             | 13          | 4           | 16     | 1       | 121     | 36      |

1. ↑  تتضمن كأس الاتحاد الإنجليزي للسيدات.
2. ↑  تتضمن كأس رابطة الأندية الإنجليزية للسيدات.
3. ↑  الظهور في أوروبا.

### دولي
آخر تحديث المباراة التي لعبت في 3 يونيو 2025.
| المنتخب الوطني | السنة   | الظهور | الأهداف |
| -------------- | ------- | ------ | ------- |
| إنجلترا        | 2024    | 2      | 0       |
| إنجلترا        | 2025    | 5      | 4       |
| المجموع        | المجموع | 7      | 4       |

تشير النتائج والأهداف إلى عدد أهداف إنجلترا أولاً، ويشير عمود النتيجة إلى النتيجة بعد كل هدف لبيفر-جونز.
| الرقم | التاريخ      | المكان                     | المشاركة | الخصم    | النتيجة | المحصلة | المنافسة                            | مرجع.  |
| ----- | ------------ | -------------------------- | -------- | -------- | ------- | ------- | ----------------------------------- | ------ |
| 1     | 4 أبريل 2025 | أشتون غيت، بريستل، إنجلترا | 4        | بلجيكا   | 3–0     | 5–0     | دوري الأمم الأوروبية للسيدات 2025 أ | [ 54 ] |
| 2     | 30 مايو 2025 | ملعب ويمبلي، لندن، إنجلترا | 6        | البرتغال | 1–0     | 6–0     | دوري الأمم الأوروبية للسيدات 2025 أ | [ 55 ] |
| 3     | 30 مايو 2025 | ملعب ويمبلي، لندن، إنجلترا | 6        | البرتغال | 3–0     | 6–0     | دوري الأمم الأوروبية للسيدات 2025 أ | [ 55 ] |
| 4     | 30 مايو 2025 | ملعب ويمبلي، لندن، إنجلترا | 6        | البرتغال | 5–0     | 6–0     | دوري الأمم الأوروبية للسيدات 2025 أ | [ 55 ] |

## الألقاب
تشيلسي
- الدوري الإنجليزي الممتاز للسيدات: 24|2023–24،[59] 2024–25[60]
- كأس الاتحاد الإنجليزي للسيدات: 2020–21،[5][7] 2024–25[61]
- كأس الرابطة: 2024–25[62]

## وصلات خارجية
- Profile في موقع نادي تشيلسي
- آغي بيفر-جونز  على سكروي